# The Dutchess
The Dutchess är den amerikanska sångerskan Stacy Fergusons debutalbum som soloartist. Albumet utgavs den 13 september 2006. Albumet blev en succé och har idag sålt över 6 miljoner exemplar världen över. Tack vare succén släpptes en nyutgåva med bonuslåtar i Japan, Australien och USA. 

## Låtförteckning

### Standard Edition (standardversion)
| Nr  | Titel                                      | Gästartist(er)             | Låtskrivare | Producent(er)                | Längd |
| --- | ------------------------------------------ | -------------------------- | --- | ---------------------------- | ----- |
| 1.  | "Fergalicious"                             | will.i.am                  | William Adams, Ferguson, Dania Maria Birks, Juana Michelle Burns, Juanita A. Lee, Kim Nazel, Fatima Shaheed & Derrick Rahming | will.i.am                    | 4:52  |
| 2.  | "Clumsy"                                   |                            | Adams, Ferguson, Bobby Troup                                                                                                  | will.i.am                    | 4:01  |
| 3.  | "All That I Got (The Make Up Song)"        | will.i.am                  | Adams, Ferguson, Keith Harris, Lionel Richie, Ronald Lapread, Sr.                                                             | Keith Harris & will.i.am     | 4:05  |
| 4.  | "London Bridge"                            |                            | Ferguson, Jamal Jones, Sean Garrett, Mike Hartnett                                                                            | Polow da Don, Danja(trummor) | 4:01  |
| 5.  | "Pedestal"                                 |                            | Ferguson, Printz Board | Printz Board                 | 3:22  |
| 6.  | "Voodoo Doll"                              |                            | Ferguson, Adams | will.i.am                    | 4:23  |
| 7.  | "Glamorous"                                | Ludacris                   | Ferguson, Jones, Adams, Elvis Williams, Christopher Bridges                                                                   | Polow da Don                 | 4:06  |
| 8.  | "Here I Come"                              | will.i.am                  | Adams, Ferguson, and William Robinson, Jr.                                                                                    | will.i.am                    | 3:21  |
| 9.  | "Velvet"                                   |                            | Ferguson , Michael Fratantuno, & George Pajon, Jr.                                                                            | will.i.am, Jr.               | 4:53  |
| 10. | "Big Girls Don't Cry"                      |                            | Ferguson, Toby Gad, Kara DioGuardi                                                                                            | will.i.am                    | 4:28  |
| 11. | "Mary Jane Shoes"                          | Rita Marley & The I-Threes | Ferguson, Ford & Adams | will.i.am                    | 3:55  |
| 12. | "Losing My Ground"                         |                            | Ferguson, Stefanie Ridel, Renée Sandstorm, Rob Boldt                                                                          | Rob Boldt & Ron Fair         | 4:08  |
| 13. | "Finally"                                  | John Legend                | John Stephens, Ferguson, Ridel                                                                                                | John Legend & Ron Fair       | 4:54  |
| 14. | "Maybe We Can Take A Ride" (Hidden Track)  |                            | |                              |       |
| 15. | "Get Your Hands Up" (bonuslåt utanför USA) |                            | John Stephens, Ferguson, Ridel                                                                                                | will.i.am                    | 3:33  |
| 16. | "Wake Up" (bonuslåt i Australien)          |                            | John Stephens, Ferguson, Ridel                                                                                                | will.i.am                    | 3:03  |

### Deluxe Edition
Den 27 maj 2008 släpptes en nyutgåva. Den innehåller fyra nya låtar. 
| Nr  | Titel                      | Gästartist          | Låtskrivare                                                    | Producent    | Längd |
| --- | -------------------------- | ------------------- | -------------------------------------------------------------- | ------------ | ----- |
| 14. | "Barracuda"                |                     | Heart                                                          | will.i.am    | 4:20  |
| 15. | "Party People"             | Nelly               | Cornell Haynes Jr., Stacy Ferguson, Sean Garrett & Jamal Jones | Polow da Don | 4:04  |
| 16. | "Clumsy (Collipark Remix)" | Soulja Boy Tell 'Em | Adams, Ferguson, Bobby Troup                                   | will.i.am    | 3:51  |
| 17. | "Labels Or Love"           |                     | Stacy Ferguson, Douglas J. Cuomo, Rico Love, Salaam Remi       | Salaam Remi  | 3:52  |

## Singlar

### Från Standard Version (standardversionen)
- "London Bridge"

Släppt: 18 juli 2006 
- "Fergalicious" (med will.i.am)

Släppt: 23 oktober 2006 
- "Glamorous" (med Ludacris)

Släppt: 1 februari 2007 
- "Big Girls Don't Cry"

Släppt: 15 maj 2007 
- "Clumsy"

Släppt: 25 september 2007 
- "Finally" (med John Legend)

Släppt: 26 februari 2008 

### Från Deluxe Edition
- "Party People" (med Nelly

Släppt: 18 mars 2008
- "Labels or Love" (från filmen Sex and the City)

Släppt: 4 maj 2008

## Utgivningsdatum
| Land           | Datum             |
| -------------- | ----------------- |
| Japan          | 13 september 2006 |
| Irland         | 15 september 2006 |
| Australien     | 16 september 2006 |
| United Kingdom | 18 september 2006 |
| USA            | 19 september 2006 |

## Listor
| Lista (2006/2007) | List- position |
| ----------------- | -------------- |
| Australien        | 1              |
| Österrike         | 17             |
| Belgien           | 45             |
| Kanada            | 4              |
| Nederländerna     | 6              |
| Frankrike         | 44             |
| Tyskland          | 11             |
| Irland            | 9              |
| Japan             | 3              |
| Nya Zeeland       | 2              |
| Norge             | 17             |
| Polen             | 14             |
| Portugal          | 25             |
| Sverigetopplistan | 35             |
| Schweiz           | 11             |
| Storbritannien    | 18             |
| USA Billboard 200 | 2              |

## Försäljningar och certifikat
| Land        | Utgivare      | Certifikat | Sålda ex.  |
| ----------- | ------------- | ---------- | ---------- |
| Argentina   | CAPIF         | Platina    | 40.000+    |
| Australien  | ARIA          | 3× Platina | 210.000+   |
| Brasilien   | ABPD          | Platina    | 100.000+   |
| Kanada      | CRIA          | 3× Platina | 300,000+   |
| Tyskland    | Media Control | Guld       | 100.000+   |
| Frankrike   | SNEP          | Silver     | 40.000+    |
| Ungern      | Mahasz        | Guld       | 7.500+     |
| Japan       | Oricon        | 2×Platina  | 500.000+   |
| Mexiko      | AMPROFON      | Guld       | 60.000+    |
| Nya Zeeland | RIANZ         | Platina    | 15.000+    |
| Polen       | OLiS          | Platina    | 25.000+    |
| Ryssland    | NFPF          | 3× Platina | 60.000+    |
| Schweiz     | IFPI          | Guld       | 15.000+    |
| UK          | BPI           | Guld       | 250.000+   |
| USA         | RIAA          | 3× Platina | 3.755.000+ |
| Worldwide   |               | 3× Platina | 7.000.000+ |

## Priser och nomineringar

### MTV Australian Video Music Awards
- Sluttiest Video -"Fergalicious"(2007)

### MuchMusic Video Awards
- Best International Video-"Fergalicious"(2007)
- Best International Video - Artist(2008)

### Juno Awards
- Best International Album(2008)

### ASCAP Award
- Song Of Year-"Big Girls Don't Cry"(2008)

### MTV Video Music Awards Japan
- Best Female Video-"Big Girls Don't Cry"(2008)